# Булль, Уле
У́ле Булль (норв. Ole Borneman Bull; 5 февраля 1810, Берген — 17 августа 1880, там же) — норвежский скрипач и композитор.

## Биография
Вопреки желанию отца, предполагавшего для сына церковную стезю, мальчик с детства тянулся к музыке, уже в 4—5-летнем возрасте самостоятельно подбирая на скрипке мелодии песен, которые пела его мать. Девяти лет Булль исполнил партию первой скрипки в оркестре Бергенского театра и выступил солистом с оркестром бергенского Музыкального общества, руководитель которого Матиас Лундхольм стал его наставником.
В 18 лет Булль отправился в Кристианию для поступления в университет, но не преуспел. Затем некоторое время он жил в Германии, изучая право, но в итоге в 1831 г. оказался в Париже, где начал концертировать и быстро добился успеха. В 1830—40-е гг. Булль широко гастролировал по Европе: так, только в 1836—1837 гг. он дал 274 концерта в Англии и Ирландии. В 1840 г. вместе с Ференцем Листом Булль исполнил Крейцерову сонату Бетховена. Игра Булля удостоилась высочайшего отзыва Роберта Шумана, поставившего его вровень с Никколо Паганини.
Булль был сторонником норвежского национального самоопределения: государственной независимости от Швеции и культурной — от Дании. В 1850 г. он стоял у истоков Норвежского театра в Бергене — первого театра, в котором спектакли шли на норвежском языке. Кроме того, национальные чувства Булля находили отражение в его концертной деятельности: он часто включал в программу своих выступлений вариации на норвежские народные темы.

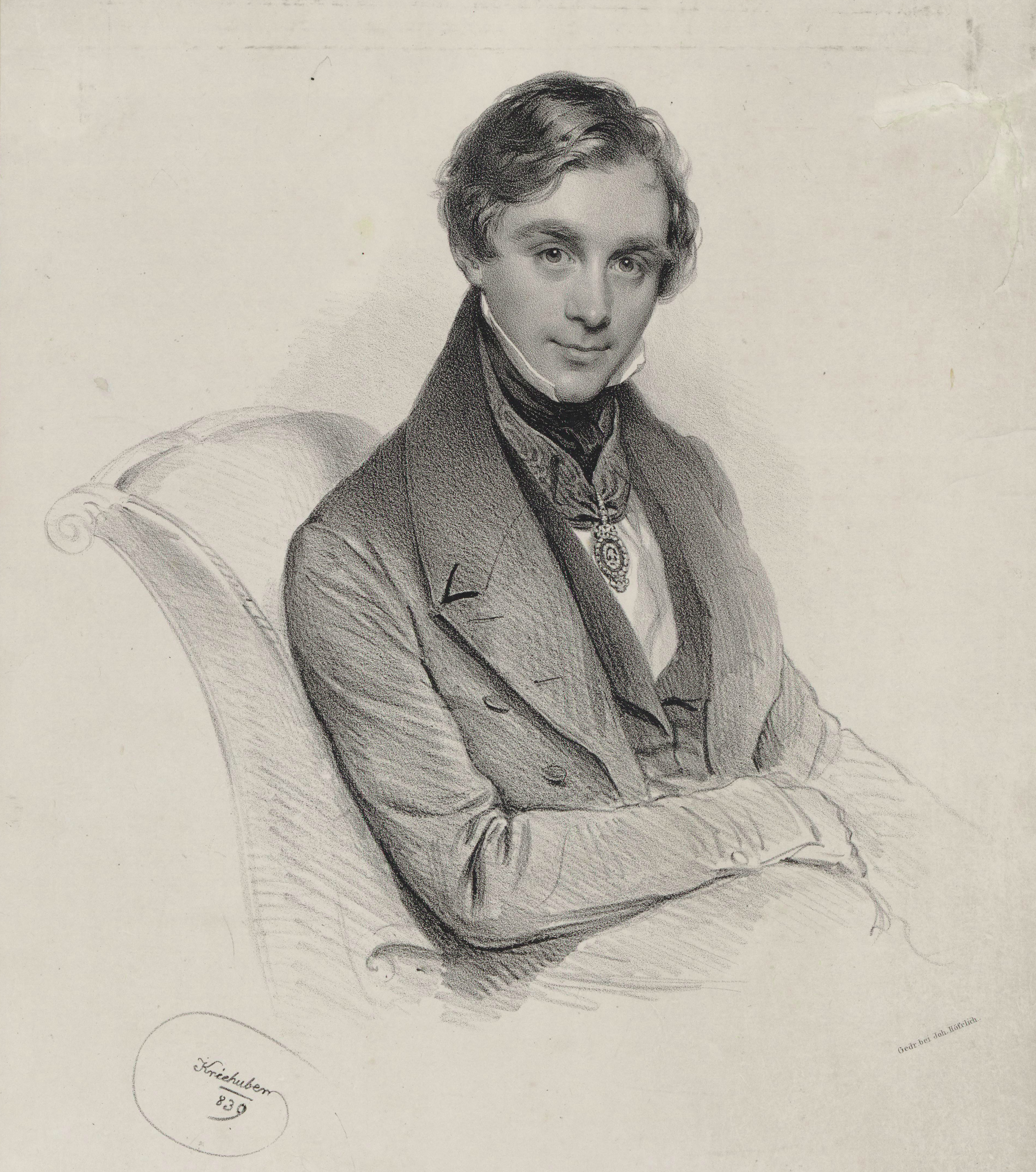
Уле Булль в 1839 году

Булль пользовался необычайной популярностью в США, где в 1843 состоялись его первые гастроли. В 1853 г. Уле Булль предпринял попытку создать в США нечто вроде коммуны под названием Олеана, для чего приобрёл в Пенсильвании около 13 тысяч гектаров земли и основал четыре поселения. Попытка не увенчалась успехом (отчасти из-за неплодородности земли), и Булль вернулся к концертной и преподавательской деятельности. Генрик Ибсен иронизировал над социалистическим прожектом Булля в пьесе «Пер Гюнт», герой которой создаёт эфемерное государство Гюнтиана. На месте колонии Булля в настоящее время существует парк штата Пенсильвания; в 2002 г. за счёт пожертвований норвежцев в парке поставлен памятник Буллю, а недостроенный замок Булля является туристской достопримечательностью.
Особой заслугой Булля является роль, сыгранная им в жизни Эдварда Грига: в 1858 г. он убедил родителей 15-летнего Грига (приходившегося ему дальним родственником: брат Булля был женат на тёте Грига) отправить одарённого юношу для продолжения музыкального образования в Лейпцигскую консерваторию.
Умер Булль в своем доме в Люсё близ Бергена 17 августа 1880 года. Похороны Булля вылились в грандиозную демонстрацию народной любви и признания: корабль с его телом сопровождал эскорт из 15 пароходов и нескольких сотен лодок.
Брат Уле Булля Кнуд Булл был художником, а также фальшивомонетчиком.